# Martha Lara Alatorre
Martha Irene Lara Alatorre es una política y diplomática mexicana, miembro del Partido Revolucionario Institucional, y originaria del Estado de Chihuahua.
Martha Lara ganó notoriedad cuando en 1986 el entonces gobernador de Chihuahua Fernando Baeza Meléndez la nombró Secretaria General de Gobierno del Estado, siendo la primera mujer en ocupar ese cargo, pero sobre todo en un momento muy tenso políticamente, esto debido a las acusaciones de fraude electoral contra Baeza y las consecuencias sociopolítcas desatadas en la entidad. Ella por sí sola logró propiciar un clima de estabilidad política en el Estado y permaneció en su cargo los seis años del gobierno de Baeza.
En 1994 fue postulada y electa Senadora de la República por el Estado de Chihuahua para el periodo que concluía en 2000. En el Senado presidió la Comisión de Relaciones Exteriores, una de las más importantes.
Martha Lara ha sido reconocida como una de las principales políticas y diplomáticas de México. Es miembro de carrera del Servicio Exterior Mexicano desde 1971, y fue en 1994 que el entonces presidente de la República, Carlos Salinas de Gortari, le confirió el grado de Embajadora.
En el exterior se ha especializado en relaciones México-Estados Unidos de América y conoce a fondo las relaciones fronterizas de ambas naciones. Ha ocupado cargos en los Consulados de Laredo, Houston y El Paso, Texas, y fue titular del Consulado en Seattle, Washington, con jurisdicción sobre Oregón y Alaska, así como del Consulado General de México en Miami, Florida. Al término de su periodo en el Senado fue nombrada primero cónsul general de México en Los Ángeles, California y posteriormente en San Antonio, Texas, ambas ciudades con una elevada población de origen mexicano y por tanto de los consulados más grandes que mantiene México.
Martha Lara también ha ocupado cargos en el área multilateral de la Secretaría de Relaciones Exteriores, tanto en la Dirección General para la Organización de las Naciones Unidas como de la Organización de Estados Americanos.
Es editorialista de El Heraldo de Chihuahua, escribiendo continuamente sobre la vida política de su entidad. Su libro Chihuahua, Una Experiencia relata sus experiencias en la transición a la democracia en el Estado de Chihuahua en 1992, de la que fue actora de trascendencia. También se desempeñó como Secretaria de Desarrollo Industrial del Gobierno del Estado de Chihuahua.
- Datos: Q6002125